# 圣米格尔-德坎普马霍尔
桑特米克尔德坎普马霍尔，是西班牙加泰罗尼亚赫罗纳省的一个市镇。总面积33平方公里，总人口201人（2001年），人口密度6人/平方公里。